# Karl Friedrich von Dacheröden

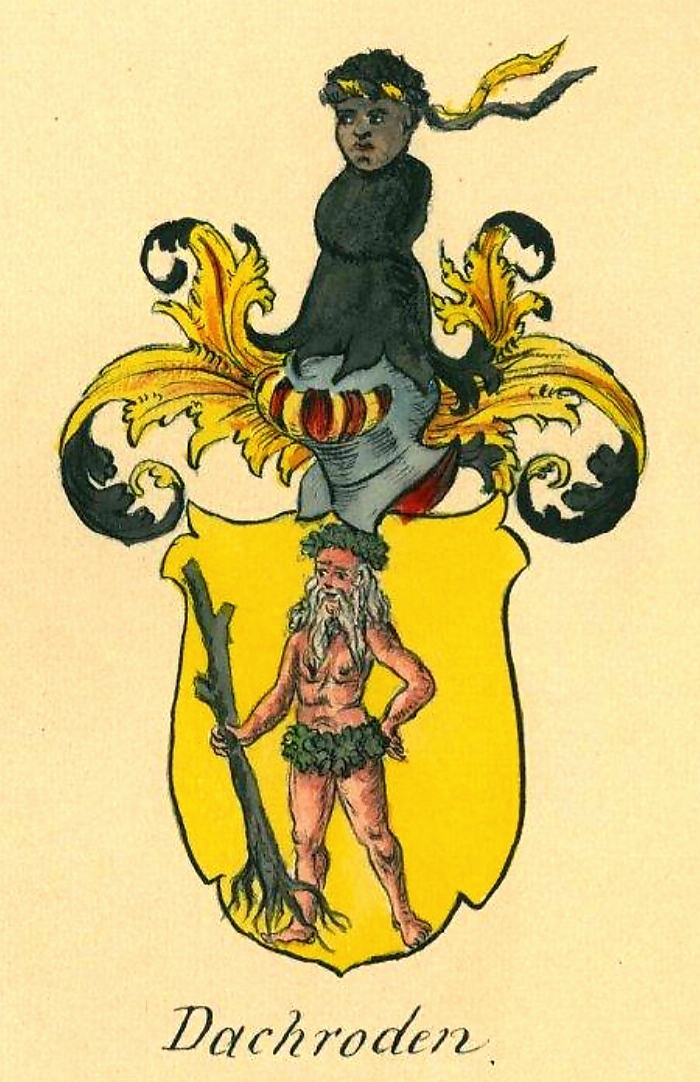
Das Wappen derer von Dacheröden

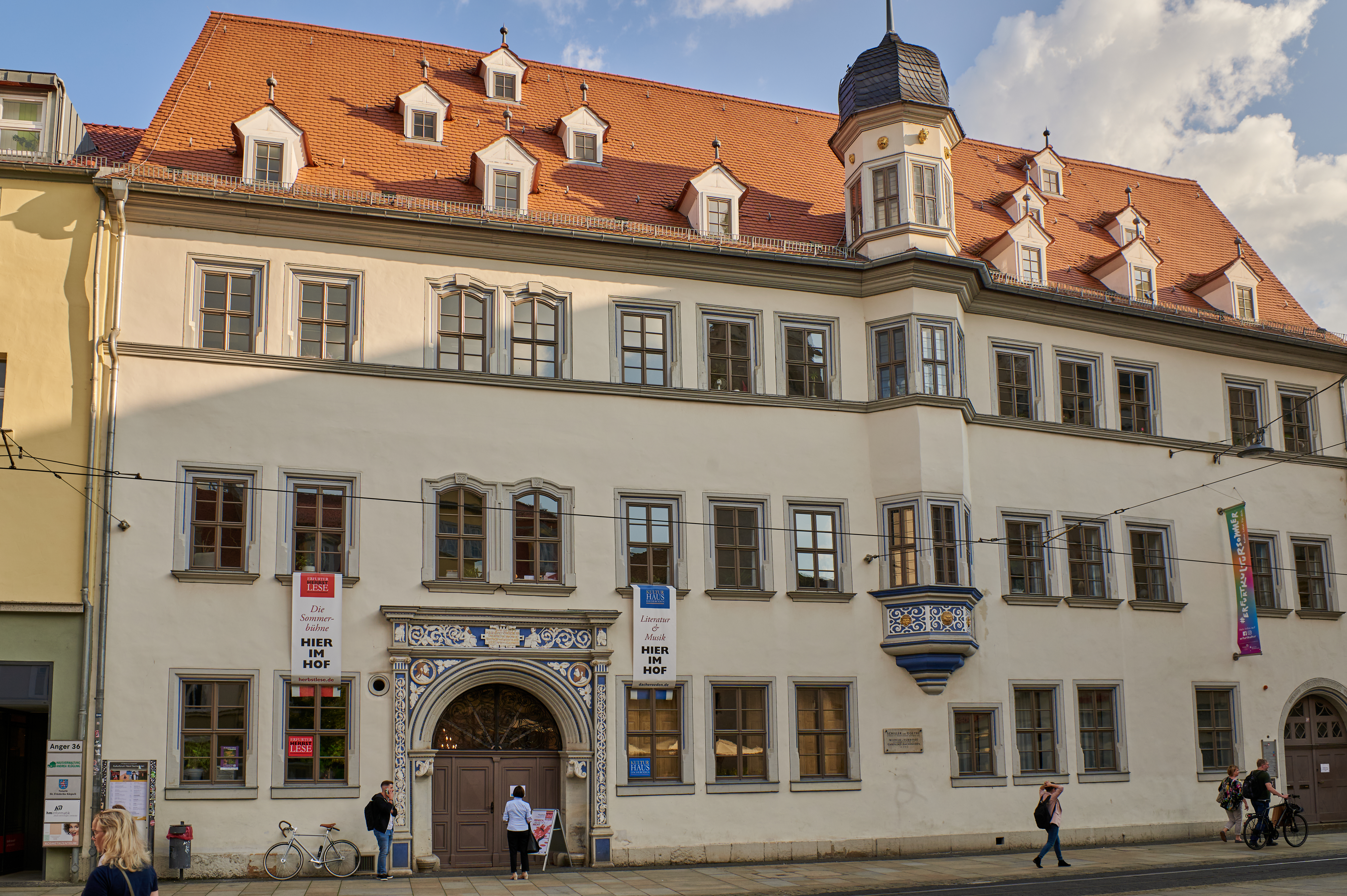
Haus Dacheröden in Erfurt (2020)

Karl (zumeist Carl) Friedrich von Dacheröden (* 22. April 1732 in Halberstadt als Carl Friedrich von Dachröden; † 20. November 1809 in Erfurt) war ein deutscher Jurist. Er war der Schwiegervater von Wilhelm von Humboldt.

## Leben
Karl Friedrich von Dacheröden wurde als Sohn des Regierungspräsidenten von Magdeburg, Carl Friedrich von Dachröden (1705–1742), und dessen Frau Charlotte Ludmilla von Posadowsky geboren. Wie sein Vater wurde er preußischer Verwaltungsbeamter und war mit 21 Jahren Landrat im preußischen Magdeburger Anteil der Grafschaft Mansfeld. Am 23. Juni 1763 wurde er mit einem Gehalt von 1600 Reichstalern zum Kammerpräsidenten in Minden ernannt. Laufend wurde er wegen nie gelieferter Unterlagen für den Adressenkalender des Fürstentums Minden gemahnt. 1765 geriet er in Verdacht, mit englischen Wechseln für Lieferungen aus dem Fürstentum Minden im Siebenjährigen Krieg unordentlich umgegangen zu sein. Er beschwerte sich über die die Wirtschaft behindernde Akziseordnung und führte eine Justizordnung ein, die Ärger erregte. Seine jährlichen Berichte wurden wiederholt gerügt.
Als König Friedrich II. 1771 Dacheröden als Vorsitzenden der Preußischen Kammer in Minden ablösen ließ – offenbar wegen Unordnung in der Kasse – und ihn zum Direktor der Neumärkischen Kammer ernannte, trat dieser den niederen Posten nie an und zog sich mit Schulden auf seine Güter in der Nähe Erfurts zurück. Ende desselben Jahres bezog Dacheröden mit seiner Frau Ernestina Friderica von Hopffgarten, Tochter von Friedrich Abraham von Hopffgarten, und seinen Kindern in der Stadt das heute so genannte Dacherödersche Haus, Am Anger 37/38. Von Anfang an führte er ein sehr gastfreundliches Haus, in dem sich zum Teil regelmäßig Johann Wolfgang von Goethe, die Brüder Alexander und Wilhelm von Humboldt, Friedrich Schiller, Christoph Martin Wieland, Johann Gottfried Herder und andere zum Gedankenaustausch trafen. Neben einer französischen Gouvernante war in Erfurt der Journalist und Pädagoge Rudolph Zacharias Becker für die Erziehung der Dacheröderschen Kinder Caroline (* 23. Februar 1766) und Ernst Ludwig Wilhelm (* 11. November 1764) zuständig, der später von Johann Bernhard Basedow für sein Philanthropinum in Dessau abgeworben wurde. In Dacherödens Haus feierte Friedrich Schiller seine Verlobung mit Charlotte von Lengefeld und Wilhelm von Humboldt machte der Tochter Caroline dort erfolgreich seinen Heiratsantrag.
Nachdem Dacheröden viele Jahre Mitglied der 1754 gegründeten kurmainzischen Akademie nützlicher Wissenschaften in Erfurt gewesen war, wurde er 1778 deren Direktor. Nach Übernahme der Kurmainzischen Statthalterschaft durch seinen Freund Karl Theodor von Dalberg und Neu-Belebung der Akademie-Zeitschrift wurde von Dacheröden 1781 Zensor für die eingehenden historischen und staatswissenschaftlichen Beiträge. Daneben schrieb er selbst Beiträge und hielt Vorlesungen. 1785 wurde er als Nachfolger von Hieronymus Friedrich Schorch zum Präsidenten der Akademie gewählt.
Dacheröden hatte von seiner Großmutter Marie Sophie von Dachröden, dritte Ehefrau des Georg Melchior II. von Hopffgarten und Familienchronistin derer von Hopffgarten, das Rittergut Grumbach im Amt Langensalza geerbt, das er am 16. März 1785 an Johann Gottlob von Dachröden verkaufte.
Im Alter von 77 Jahren starb Karl Friedrich von Dacheröden in Erfurt. Die Tochter Caroline war die letzte Vertreterin ihrer Familienlinien von Dachröden, ihr Sohn Theodor fügte dem Namen von Humboldt mit Genehmigung den Beinamen von Dachröden an.